# Peniagone lugubris
Peniagone lugubris is een zeekomkommer uit de familie Elpidiidae.
De wetenschappelijke naam van de soort werd in 1882 gepubliceerd door Johan Hjalmar Théel.